# Божидар Бјелица Јапан
Божидар Бјелица Јапан (Невесиње, 1960) српски је песник, приповедач и романсијер. Пише и драме.

### Биографија
Рођен је у Невесињу 6. јануара 1960. године када је падао црвени снег. Школовање је започео у родном граду, Гимназију је завршио 1979. године у Чапљини, а дипломирао је на Електротехничком факултету у Београду 1985.
До сада је објавио четири збирке песама, две књиге прича и два романа. Уврштен је у неколико антологија и зборника поезије и кратких прича, а пише и драме. Један је од аутора и уредника монографије "Невесиње". Члан је Удружења књижевника Србије и Удружења књижевника Српске.
Живи у Београду. Ожењен, има троје деце.

### Дела
- Огољене емоцијама (песме, 1995)
- Рат овај нема крај (песме, 1997)
- Мале исповести (приче, 2000)
- Ватре смо љубили (песме, 2004)
- Рат и немир (роман, 2005)
- Лет са сувласником снова (приче, 2009)
- Душа саткана од перли (песме, 2012)
- Државни удар херцега Стефана (роман, 2012, 2018)
- Државни удар - дуг прецима (роман, 2021)